# Bradysia antica
Bradysia antica är en tvåvingeart som först beskrevs av Walker 1856.  Bradysia antica ingår i släktet Bradysia och familjen sorgmyggor. Inga underarter finns listade i Catalogue of Life.